# Best of Gomo
| Críticas profissionais | Críticas profissionais |
| Avaliações da crítica  | Avaliações da crítica  |
| Fonte                  | Avaliação              |
| ---------------------- | ---------------------- |
| A Trompa               | 3.5 de 5 estrelas.     |

Best Of Gomo é o primeiro álbum de Gomo. Contou com diversas participações, destacando-se a de Pedro Oliveira (Sétima Legião) que emprestou a sua voz. O álbum acaba por dar ao músico a nomeação para o "Best Portuguese Act" nos Prémios da MTV.

## Faixas
1. Feeling alive
2. I wonder
3. Santa´s depression
4. Army Slave
5. Proud to be bald
6. November 6th
7. Can´t find you
8. You never came
9. Be careful with the train
10. It's all worth it
11. Caught
12. You might ask

## Créditos
- Todas as músicas e letras por Gomo.

### Músicos Convidados
- Mário Barreiros

Guitarra Acústica faixa 1
Bateria faixa 8, 9, 10, 11 e 12
Baixo faixa 11
- Bruno Fiandeiro

Teclas faixa 2 e 5
Baixo faixa 3
- Carlos Gouveia

Guitarra Eléctrica faixa 1
- Vasco Duarte

Guitarra faixa 6
- Gonçalo Catarino

Baixo faixa 1, 4, 7, 8, 9 e 10
- Gonçalo Leonardo

Violino e Bandolim faixa 8
- Manuel Simões

Guitarra faixa 8
- Pedro Oliveira

Voz faixa 2